# Opsview
Opsview ist eine freie Software zum Service-Monitoring komplexer IT-Infrastrukturen auf Basis von Nagios.

## Details
Opsview unterstützt die Überwachung von dedizierten, virtuellen und Cloud-basierten Systemen.
Besonderes Augenmerkt liegt bei Opsview auf dem Frontend, dort soll es die Übersicht und Sortierung verbessern.
Opsview unterstützt viele Betriebssysteme, Dienste und auch Anwendungen wie z. B. Drupal.
Opsview bietet ebenfalls eine freie Open-Source-Version von Opsview an. Diese wird Opsview Core genannt.

## Technologien
Opsview basiert auf folgenden Technologien:
- Perl: Die Hauptsprache von Opsview ist Perl
- Catalyst: Ein MVC-Webframework, das zum Erstellen von Webanwendungen genutzt wird
- Ext JS: eine JavaScript-Bibliothek, die zum Erstellen der Pinnwand in Opsview Pro und Opsview Enterprise
- MySQL: Eine relationale Datenbank, die für Konfigurationen, während des Betriebes und der Datenhaltung verwendet wird
- Nagios Core: Bietet die grundlegenden Monitoring-Funktionen
- Net-SNMP: Stellt SNMP Unterstützung bereit
- RRDtool: Stellt schnelle und einfache Grafiken zur Verfügung

Als Plattform unterstützt Opsview folgende Linux-Distributionen: CentOS, Debian, Red Hat Enterprise Linux und Ubuntu. Opsview ist ebenfalls unter Solaris 10 benutzbar.

## Berichte
- Opsview Community Edition Bericht auf Techworld.com[6]
- Opsview 3.9.0 im Linux-Magazin[7]
- Opsview 4.0 Release auf Heise.de[8]